# Náday Ferenc

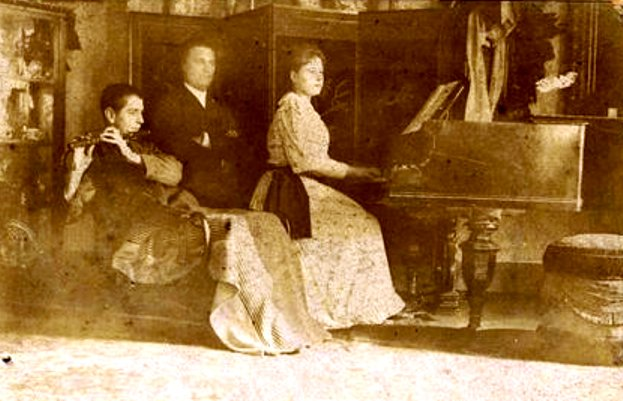
Náday Ferenc muzsikáló gyermekeivel Bélával és Ilonkával otthonukban. 1890 körül

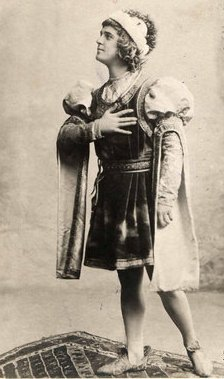
Shakespeare: A velencei kalmár. Nemzeti Színház. Bemutató: 1900. Aragónia hercege: Náday Béla.

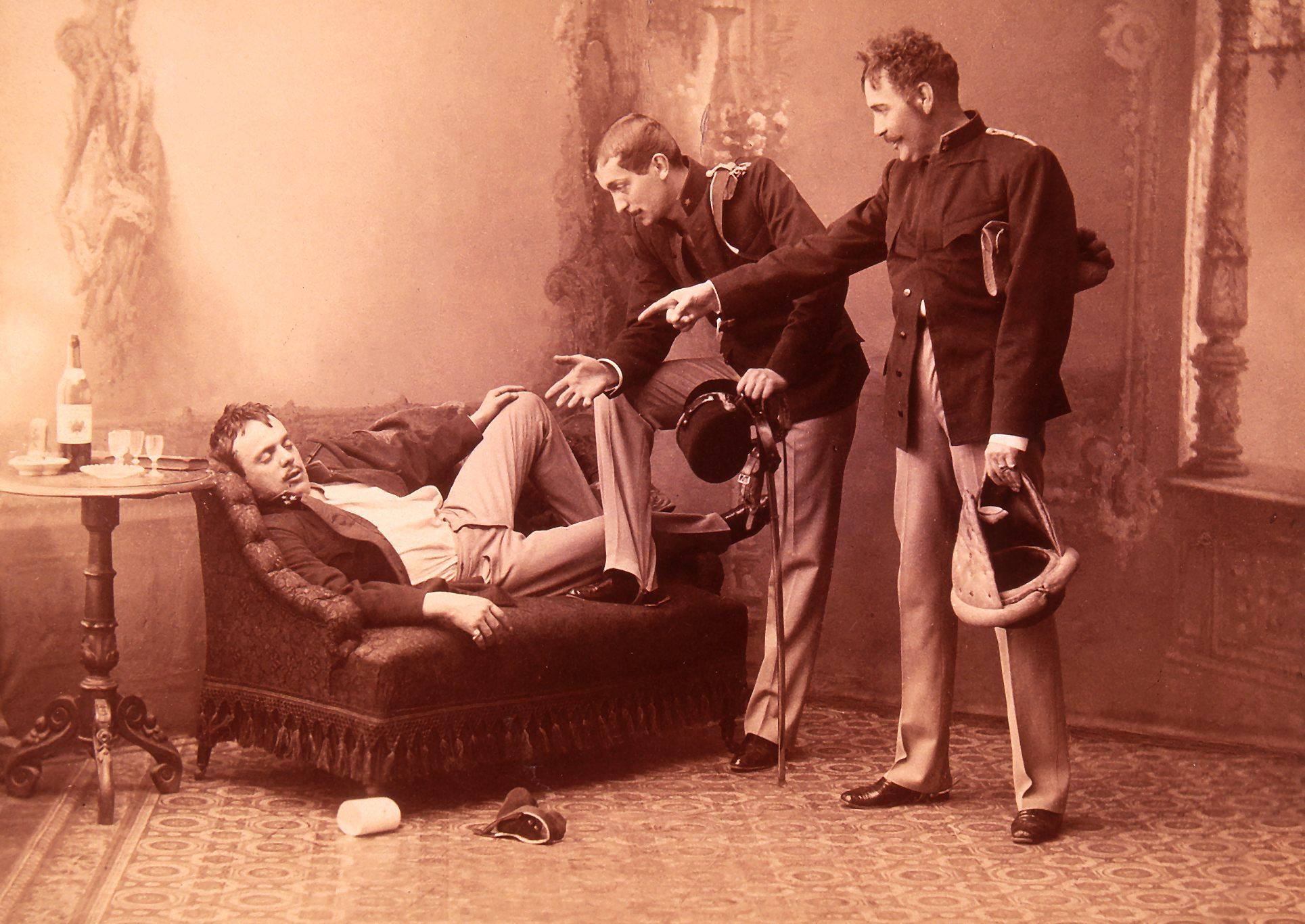
A dolovai nábob leánya. Nemzeti Színház, 1893. Zilahy Gyula, Császár Imre, Náday Ferenc

Újhelyi Náday Ferenc (Nauratyill Ferenc, névváltozat: Navratyil, Pest, Józsefváros, 1840. március 13. – Budapest, 1909. április 14.) magyar színművész, rendező, a Színiakadémia tanára, a Ferenc József-rend lovagja.

## Családja
Apja újhelyi Nauratyill József kúriai főlevéltárnok, anyja Gálik Anna. Felesége Vidmár Katalin operaénekes, akivel 1873. szeptember 17-én Pesten kötött házasságot a belvárosi plébániatemplomban. Gyermekeik Náday Béla színész és Náday Ilona.

## Élete
1840. március 16-án keresztelték. Középiskolai tanulmányait a fővárosban végezte és ugyanitt lépett először a színpadra 1862-ben Molnár Györgynél a Budai Népszínházban mint énekes (a Don Juanban mint Leporello).
A fiatal tehetséges művészt azonban már 1863. június 14-én szerződtették a Nemzeti Színházhoz, melynek haláláig tagja lett. Szerepköre nagyon tág volt; kezdetben ifjúkat és sihedereket alakított (pl. Adolfot Fredro: Reggeli előtt c. darabjában), majd lassan megkapta ifj. Lendvay Márton szerepkörért. Aztán mint komoly szerelmes, első bonviván, jellemszínész, s később a szalondarabokban a közönség osztatlan elismerésével és tetszésével találkozott.
Rendezéssel is foglalkozott, 1866 és 1893 között a Színiakadémia tanára volt. Csiky Gergely összes darabjában játszott és maradandó alakításokat teremtett. A Paulay-korszak egyik vezető színészként tartották számon. 1888-ban ünnepelte meg 25 éves, 1902 decemberében pedig negyvenéves jubileumát. 1893-ban a Nemzeti Színház örökös tagja lett. Idősebb korában is életvidám és friss maradt.
Elhunyt 1909. április 14-én délután 1 óra után 5 perccel, életének 69., házasságának 36. évében. Örök nyugalomra helyezték 1909. április 16-án római katolikus egyház szertartása szerint a Kerepesi úti temetőben. (28, N/A, díszsor, 43)

## Jelentősebb szerepei
- Dumas: A nők barátja – De Ryons
- Ifj. Dumas: A kaméliás hölgy – Armand
- Gabányi Árpád: A Kókai ház – Kenderesi
- Herczeg Ferenc: A dolovai nábob lánya – Tarjáni Gida
- Herczeg Ferenc: Bizánc – Spiridion
- Jókai Mór: Az aranyember – Krisztyán Tódor
- Madách Imre: Az ember tragédiája – egyiptomi rabszolga
- Meilhac: Az attaché – Prach gróf
- Molière: A Mizantróp – Márki
- Sardou: A Benoiton család – Champrosé marquis
- Sardou: Az agglegények – Mortimer
- Sardou: Váljunk el – Adhemar
- Shakespeare: Szentivánéji álom – Demetrius
- Shakepseare: Tévedések vígjátéka – Syracusai Antipholus
- Shakespeare: Sok hűhó semmiért – Benedek
- Shakespeare: VIII. Henrik – VIII. Henrik

## Emlékezete
- Budapest XI. kerületében utcát neveztek el róla.

## Írásai
Cikkeket, rajzokat írt a lapokba, így a Szinészek Lapjába (1887. Kobler Ferencz, egy realisztikus szinész); a Budapesti Naplóba (1899. 355. sz. Az én szoknyás szerepem) sat.

## Művei
- Az uj czég, szinmű öt felvonásban. ford. Budapest, 1876. (Nemzeti Színház Könyvtára 101. Először a Nemzeti Színházban 1876. szeptember 15.).

### Kéziratban
- A kéregető nő, vígjáték egy felvonásban. Verconsin I. után ford. (Először a Nemzeti Színházban 1876. január 5.)
- Visszatérés Japánból, vígjáték egy felvonsában. Delacour és Erny után ford. (először a Nemzeti Színházban 1878. június 12.)